# Stipa austroitalica
Stipa austroitalica är en gräsart som beskrevs av Jan Otakar Martinovský. Stipa austroitalica ingår i släktet fjädergrässläktet, och familjen gräs. Inga underarter finns listade i Catalogue of Life.